# اکتسابات قلمروانه ایالات متحده آمریکا
این مقاله در برگیرندهٔ اکتسابات قلمروانه ایالات متحده آمریکا (به انگلیسی: United States territorial acquisitions) از زمان استقلال آمریکاست.

## پیشینهٔ کنترل بر آمریکای شمالی

کنترل بر آمریکای شمالی (1750 - 2008)

نقشه ایالات آمریکا که ایالات جانشین مستقیم سیزده مستعمرهٔ ابتدایی هستند که از بریتانیای کبیر در ۱۷۷۶ اعلام استقلال کردند. جانشینان غیر مستقیم  (ایالت مین, کنتاکی, ویرجینیای غربی), واشینگتن، دی سی و ایالاتی که پس از جنگ انقلابی آمریکا به اتحاد پیوستند نشان داده نشده‌اند.

## ۱۷۸۳–۱۸۵۳

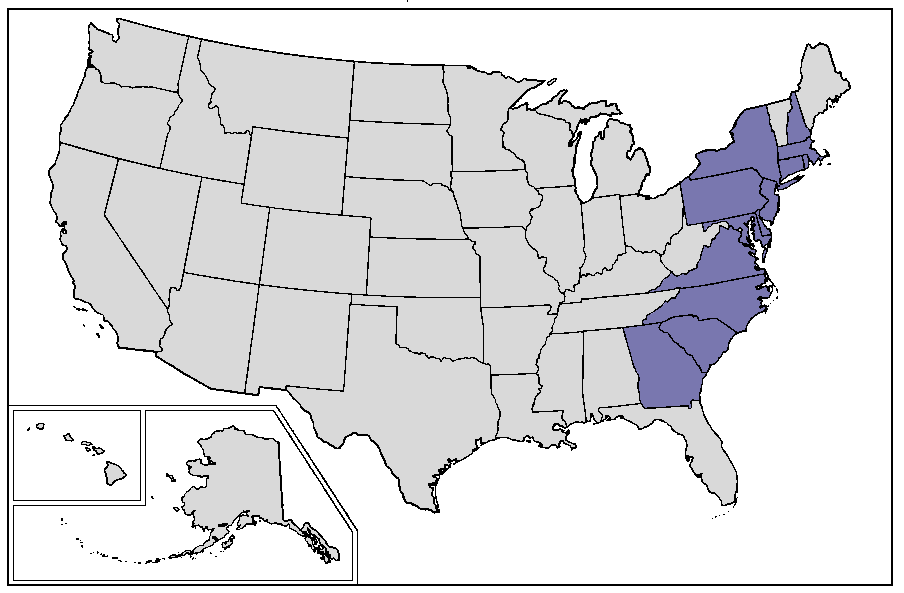
نقشه ایالات آمریکا که ایالات جانشین مستقیم سیزده مستعمرهٔ ابتدایی هستند که از بریتانیای کبیر در ۱۷۷۶ اعلام استقلال کردند. جانشینان غیر مستقیم (ایالت مین، کنتاکی، ویرجینیای غربی), واشینگتن، دی سی و ایالاتی که پس از جنگ انقلابی آمریکا به اتحاد پیوستند نشان داده نشده‌اند.

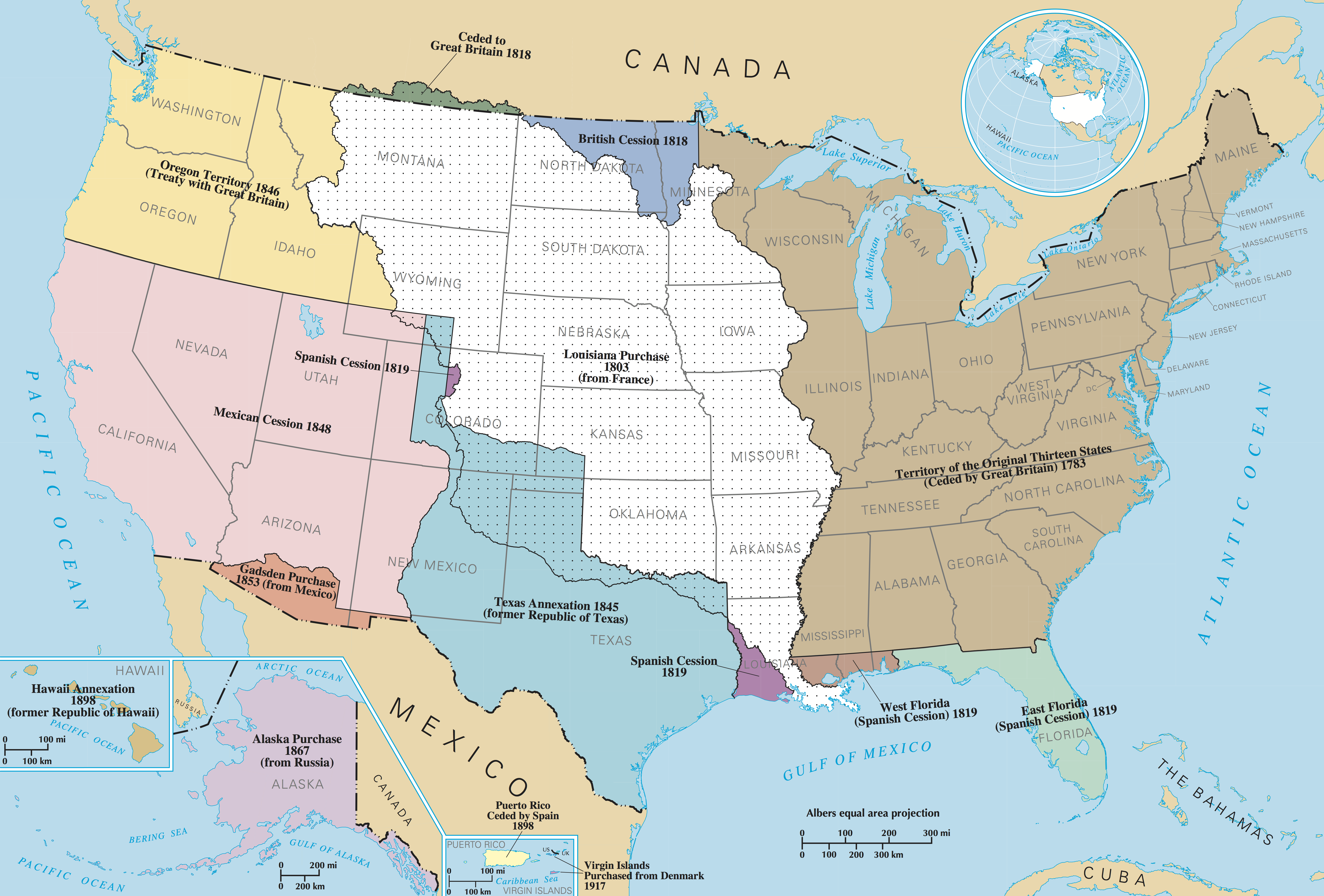
نقشه اطلس ملی نشان دهنده مناطق ملحق شده.

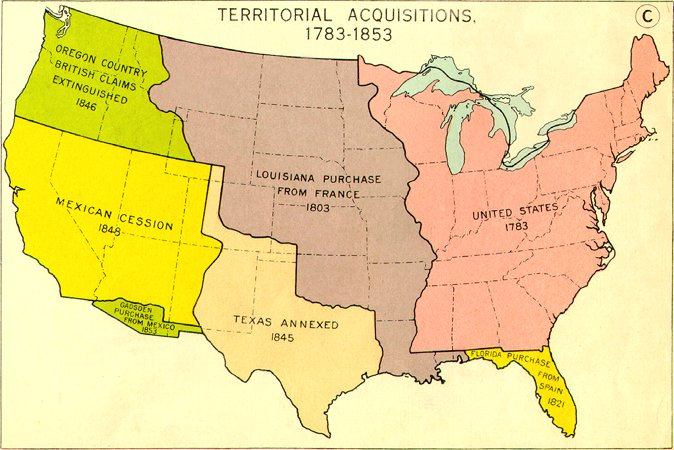

معاهده پاریس (۱۷۸۳) با بریتانیای کبیر مرزهای اولیهٔ ایالات متحده را تعیین کرد. در خصوص مرز دقیق با کانادا در معاهده ابهاماتی وجود داشت که منجر به مناقشاتی شد که در Webster-Ashburton Treaty در ۱۸۴۲ مرتفع شد.

### لوییزیانا
خرید لوئیزیانا درجریان ریاست جمهوری توماس جفرسون در ۱۸۰۳ با ناپلئون به مذاکره گذاشته شد و این منطقه در ازای ۱۵ میلیون (برابر با $۲۹۳ میلیون به نرخ امروز) خریداری شد. بخش کوچکی از سرزمین در ازای Red River Basin در ۱۸۱۸ با بریتانیا معاوضه شد. بیشتر این زمین در ۱۸۱۹ با خریده شدن فلوریدا به اسپانیا واگذار شد ولی بعدتر در جریان الحاق تگزاس و واگذاری مکزیک دوباره به آمریکا برگشت.

### غرب فلوریدا
غرب فلوریدا  در ۱۸۱۰ توسط رئیس جمهور جیمز مدیسون مایملک ایالات متحده اعلام شد. ارتش ۹۱ روز پس از اعلام استقلال این کشور از اسپانیا کنترل آن را به دست گرفت.

### رودخانه سرخ
بخش‌های سرزمین روپرت و مستعمره رودخانه سرخ در جنوب مدار ۴۹ درجه در سال ۱۸۱۸ از بریتانیا گرفته شدند.

### شرق فلوریدا
پیمان فلوریدا در سال ۱۸۱۹ با اسپانیا منجر به تجزیهٔ شرق فلوریدا و دولت آزاد سابین از اسپانیا و دست کشیدن اسپانیا از هرگونه ادعا نسبت به سرزمین اورگان شد. ماده ۳ این پیمان منجر به گرفتن بخش کوچکی از مرکز کلرادو شد.

### در کنار مرز کانادا
پیمانی در ۱۸۴۲ با بریانیا قلمروی مورد مناقشه در مین و نیو برانزویک را تقسیم کرد و مرز با کانادا را نهایی کرد، از جمله قلمروی ایندین استریم را. در سال ۱۸۵۰، بریتانیا کمتر از یک جریب صخره زیر آب را در دریاچه ایری در نزیکی بوفالو، نیویورک در ازای یک فانوس دریایی واگذار کرد.

### تگزاس
الحاق تگزاس در ۱۸۴۵: جمهوری تگزاس که مستقل بود دیرزمانی بود در تکاپوی پیوستن به آمریکا بود، با وجود ادعاهای مکزیک و هشدارهای آنتونیو لوپز دو سانتا آنا رهبر مکزیک که این منجر به «اعلام جنگ علیه جمهوری تگزاس» خواهد بود. کنگره در ۲۸ فوریه ۱۸۴۵ الحاق تگزاس را تصویب کرد. تگزاس در ۲۹ دسامبر ۱۸۴۵ ۲۸مین ایالت آمریکا شد.

### قلمروی اورگان
قلمروی اورگان، قلمرویی در آمریکای شمالی در شرق کوه‌های راکی به سوی اقیانوس آرام، در کنترل مشترک آمریکا و بریتانیا بود تا این که در سال ۱۸۴۶ در پی پیمانی این قلمرو در مدار ۴۹ درجه شمالی تقسیم شد جزایر سن خوان در ادعا و اشغال مشترک دو کشور بود تا این که پس از ۱۸۷۲ در تملک آمریکا درآمد.

### تجزیه مکزیک
سرزمین‌های تجزیه مکزیک در پی جنگ آمریکا و مکزیک در ۱۸۴۶–۴۸ به چنگ آمد، و از سوی مکزیک در پی معاهده‌ای که در آن مکزیک با مرز کنونی آمریکا با مکزیک جز با خرید متعاقب گدسدن موافقت کرد، واگذار شد. مکزیک ۱۵ میلیون دلار (معادل با $۴۷۱ میلیون به نرخ امروزی) پرداخت و پذیرفت به ادعاهای شهروندان آمریکا علیه مکزیک ۳ میلیون دلار (معادل $۹۴ میلیون امروزی) بپردازد.

### خرید گدسدن
در خرید گدسدن در سال ۱۸۵۳، آمریکا نوار زمینی در کنار مرز آمریکا با مکزیک را به مبلغ ۱۰ میلیون دلار (معادل $۳۵۲ میلیون به نرخ امروزی), که اکنون در نیو مکزیکو و آریزوناست را خریداری کرد.

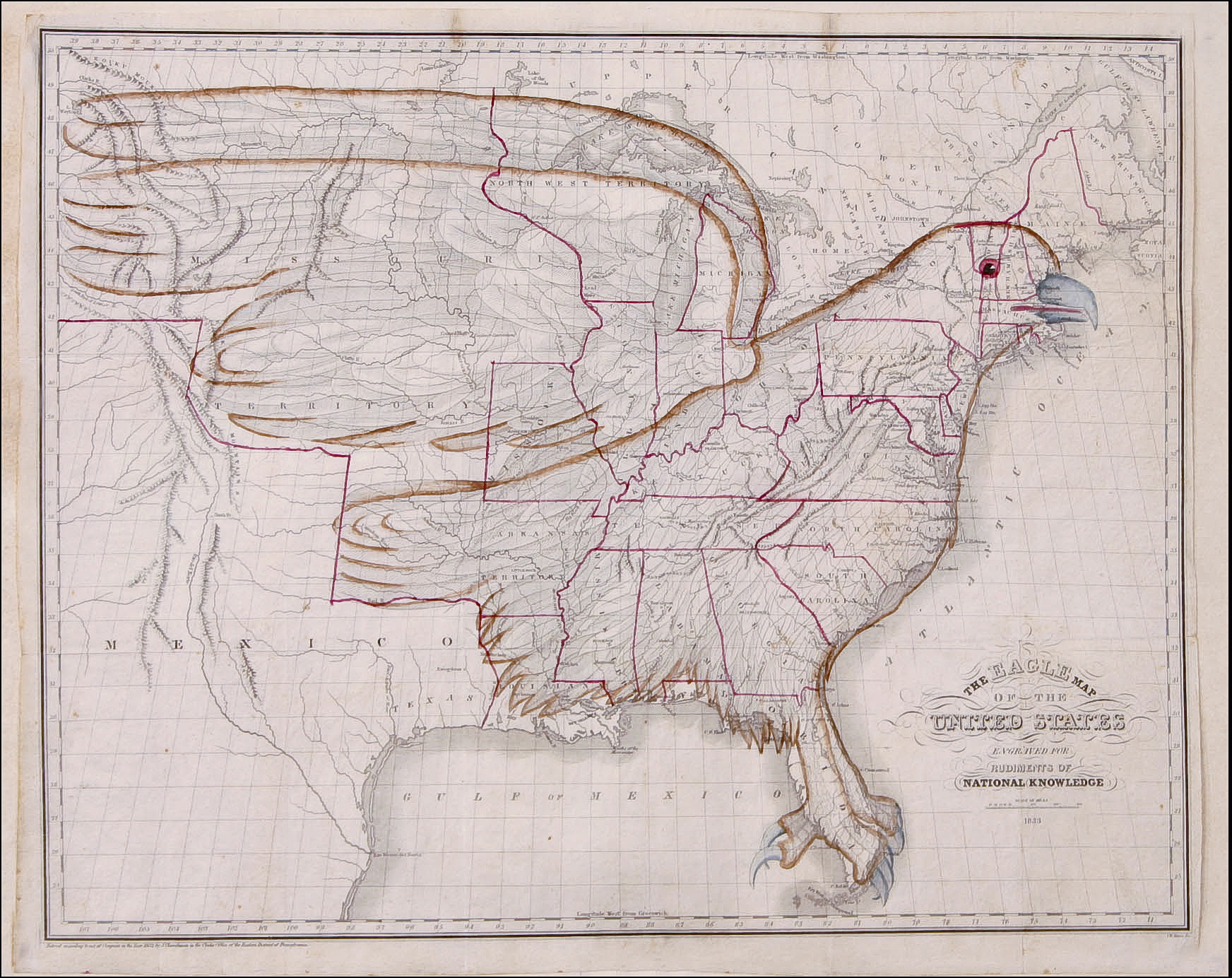
۱۸۳۳نقشه.

## از ۱۸۵۳

### آلاسکا
خرید آلاسکا از امپراتوری روسیه در ازای $۷٫۲ میلیون (۲ سنت به ازای هر جریب) در مارس ۱۸۶۷ (معادل $۱۵۱ میلیون امروزی), به عنوان یک پایگاه سوخت‌گیری حیاتی برای کشتی‌های تجاری به سوی آسیا. این سرزمین پس از مدت‌ها نهایتاً در ۳ ژانویه ۱۹۵۹، ۴۹مین ایالا آمریکا شد.

### هاوایی
پادشاهی هاوایی تا دهه ۱۸۳۹ با کار میسیونری و تجارت با آمریکا در پیوند نزدیک بود. در ۱۸۹۳ رهبران تجاری ملکه را سرنگون کرده و خواهان الحاق شدند. رئیس جمهور گروور کلیولند شدیداً مخالف بود زین رو هاوایی یک جمهوری مستقل به پا کرد. دمکراتهای جنوبی در کنگره شدیداً مخالف اضافه شدن غیرسفیدها بودند. رئیس جمهور ویلیام مک‌کینلی، که جمهوریخواه بود در ۱۸۹۸ قطعنامه‌ای در کنگره را تضمین کرد و این جمهوری کوچک به آمریکا پیوست. همهٔ شهروندانش شهروندان کامل آمریکا شدند. از عوامل آن نیاز به پایگاه پیشرفته نیروی دریایی به منظور مقابله با جاه طلبی‌های ژاپن بود. جزایر هاوایی در ۱۹۰۰ از قلمروهای آمریکا و در ۲۱ اوت ۱۹۵۹ پنجاهمین ایالت آمریکا به نام هاوایی، شدند.
جزیره مرجانی پالمیرا نیز با هاوایی جزو آمریکا شد.

### مستعمره‌های اسپانیا

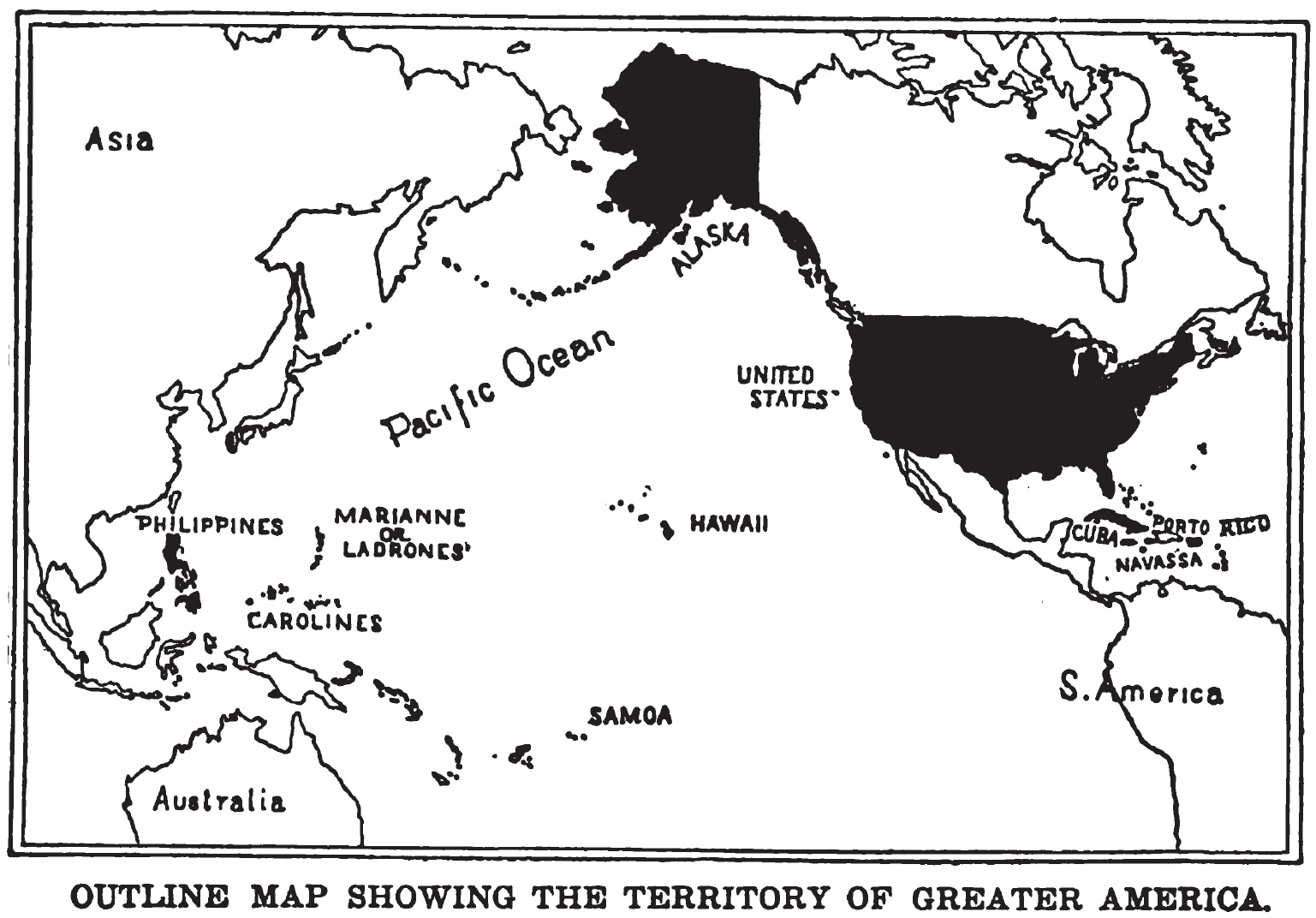
نقشه آمریکای بزرگ پس از جنگ با اسپانیا.

پورتوریکو، گوآم، فیلیپین (که آمریکا برایشان ۲۰ میلیون دلار پرداخت کرد), در پی جنگ آمریکا و اسپانیا در پیمان پاریس از اسپانیا جدا شدند. اسپانیا از تمامی ادعاهای حاکمیت بر کوبا، دست کشید اما آن را به آمریکا واگذار نکرد زین رو یک تحت‌الحمایه شد. کوبا در ۱۹۰۲ مستقل شد و فیلیپین در ۱۹۴۶ مستقل شد.
این دوره شاهد نخستین اعتراضات پراکنده با امپریالیسم آمریکا بود. آمریکاییان برجسته‌ای چون مارک توین شدیداً علیه این اقدامات اعتراض کردند. مخالفین این جنگ از جمله توین و اندرو کارنگی، اتحادیه ضد امپریالیسم آمریکا را تشکیل دادند.

#### کوبا
پس از استقلال کوبا این کشور موافقت کرد پایگاه نیروی دریایی در خلیج گوانتانامو را به آمریکا اجاره بدهد.

#### پورتوریکو
در جریان جنگ آمریکا و اسپانیا، پورتوریکو به اشغال آمریکا در آمد. در نتیجهٔ جنگ لایحه‌ای به همگی ساکنین آن شهروندی آمریکا را در ۱۹۱۷ اعطا کرد.

#### گوام
در گوآم، در ابتدا اسکان خارجی‌ها محدود بود. جنگ جهانی دوم ارزش استراتژیک این جزیره را نشان داد و یک پایگاه عظیم نظامی مردم را از سایر نقاط جهان به آن کشاند. گوام امروزه جمعیتی بسیار مخلوط و ۱۶۴ هزار نفری دارد.

#### فیلیپین
در ۱۸۹۸ آمریکا کنترل فیلیپین را در دست گرفت و در ۱۹۴۶ استقلال کامل آن را به رسمیت شناخت.

### جزیره ویک
جزیره ویک در سال ۱۸۹۹ (جزایر مارشال این الحاق را به رسمیت نمی‌شناسد) ملحق شد.

### ساموای آمریکایی
آلمان، آمریکا و بریتانیا جزایر ساموا را استعمار کردند. در نتیجه حل اختلافات آنان ساموآی آمریکا تشکیل شد و آمریکا در ۱۹۰۰ کنترل آن را در دست گرفت. توتوئیلا و ساموآی آمریکا were ceded از سوی سرانشان در ۱۹۰۰ واگذار شدند.

### ناحیه کانال پاناما
ناحیه کانال پاناما از قلمروهای آمریکا درون پاناما بود. پاناما در ۱۹۹۹ کنترل کامل کانال پاناما را در دست گرفت.

### جزایر ویرجین
در ۱۹۱۷ آمریکا مستعمرات سابق دانمارک مستعمره سنت کرویکس، جزایر ویرجین ایالات متحده آمریکا، سنت جان، جزایر ویرجین ایالات متحده آمریکا و سنت توماس، جزایر ویرجین ایالات متحده آمریکا، which is now the جزایر ویرجین ایالات متحده آمریکا را خرید. آمریکا این جزایر را از ترس این که در جنگ جهانی اول پایگاه نیروی دریایی شود خرید.

### قلمروی امن جزایر اقیانوسیه
قلمروی امن جزایر اقیانوسیه از قلمروهای سازمان ملل در میکرونزی بود که از ۱۹۴۷ در اداره آمریکا بود و بعدتر جدا شدند. جزایر مارشال، ایالات فدرال میکرونزی و پالائو از آن استقلال یافته و با آمریکا پیمان نزدیکی آزاد امضا کردند.

### جزایر ماریانای شمالی
جزایر ماریانای شمالی بخشی از قلمروی امن جزایر اقیانوسیه بودند ولی در ۱۹۷۰ تصمیم گرفتند استقلال نگیرند. مشترک‌المنافع آن از ۱۹۷۸ در اتحاد سیاسی با آمریکاست.